# キク科

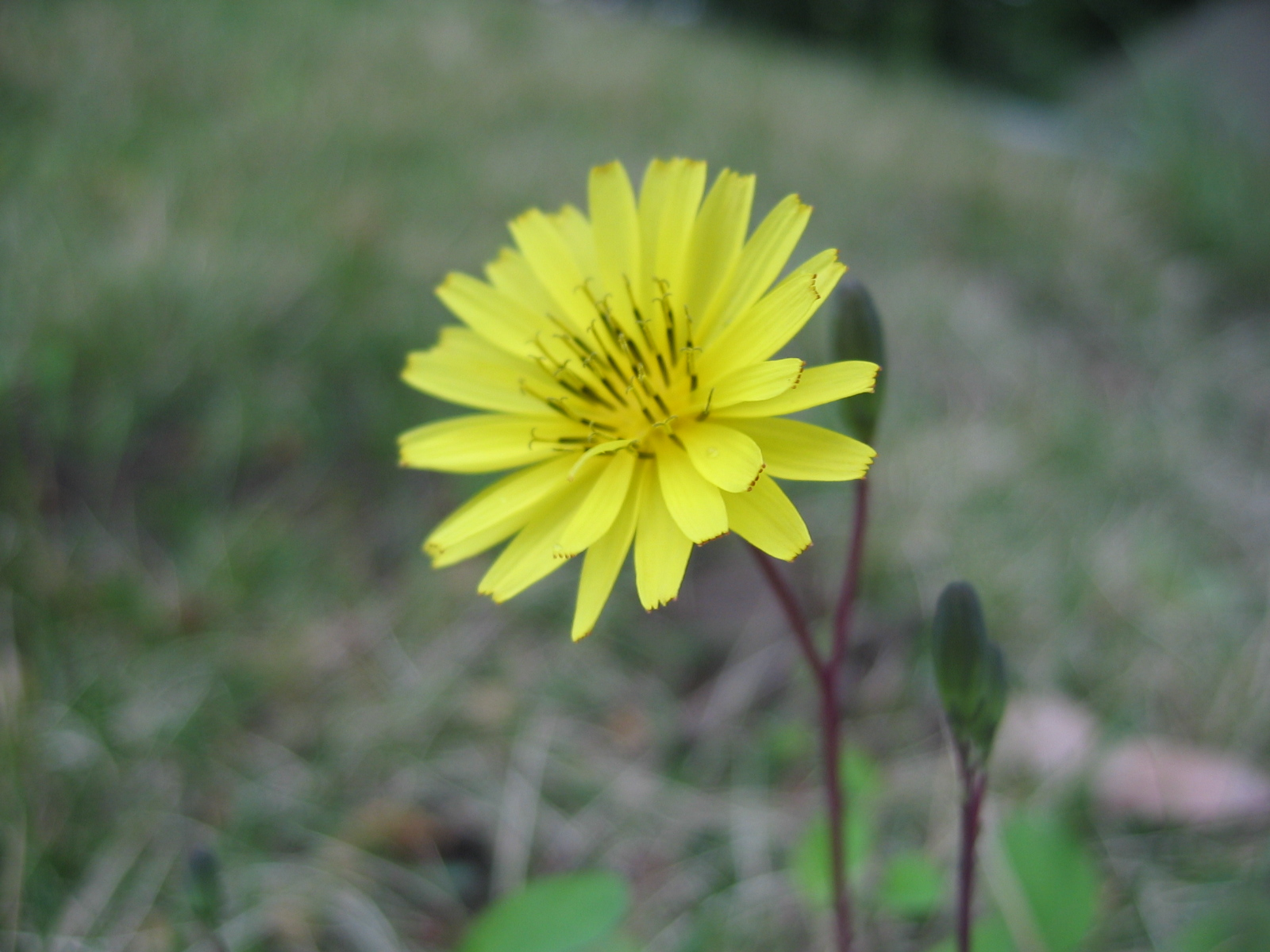
イワニガナ（ジシバリ）

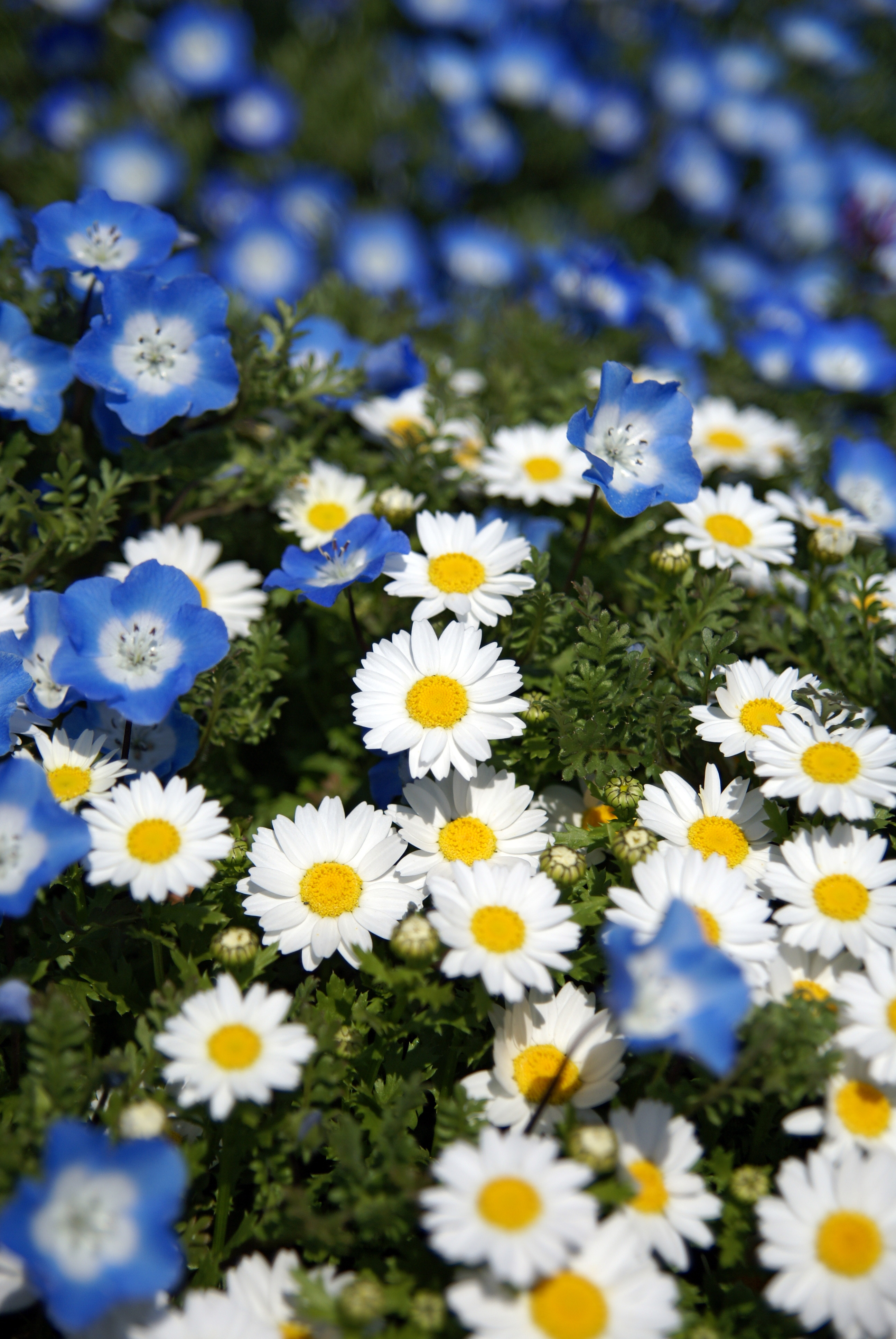
クリサンセマム（青はネモフィラ）

キク科（キクか、学名：Asteraceae、保留名：Compositae）は、被子植物真正双子葉類に属する1分類群である。キク科は最も種類が多い双子葉植物とされている。

## 特徴
草本（そうほん）または木本（もくほん）。
キク、タンポポのように小さな花（小花）がたくさん集まり、さらにそれが一個の花に見える点が形態上の主な特徴である。このような花の形状を頭状花序（とうじょうかじょ、略して頭花）という。また、その基部の、ガク（萼）のように見える部分を総苞片（そうほうへん）と称す。頭状花序（頭花）をつくる小花には、筒状花（管状花）と舌状花の二種類がある。ハハコグサは前者のみで花ができており、タンポポは後者のみで構成される。ヒマワリの花では、周囲を舌状花、中央を筒状花が占める。普通、花が筒状花のみまたは周囲に舌状花を持つキク亜科と、舌状花のみからなり茎葉に乳液を含むタンポポ亜科とに分類される。キク亜科をさらに数亜科に分けることもある。
世界ではおよそ950属2万種、日本では約70属360種のキク科植物が知られており、地球上のほとんどの地域で生育可能である。またそのため、キク科には多くの栽培植物、帰化植物が存在している。
キク科の植物に抗変異原性があるものが多い。

## 分類概略
古典的には、キク亜科 Asteroideae syn. Carduoideae とタンポポ亜科 Cichorioideae に分けられていたが、後者は側系統であり、いくつかの亜科に分割された。

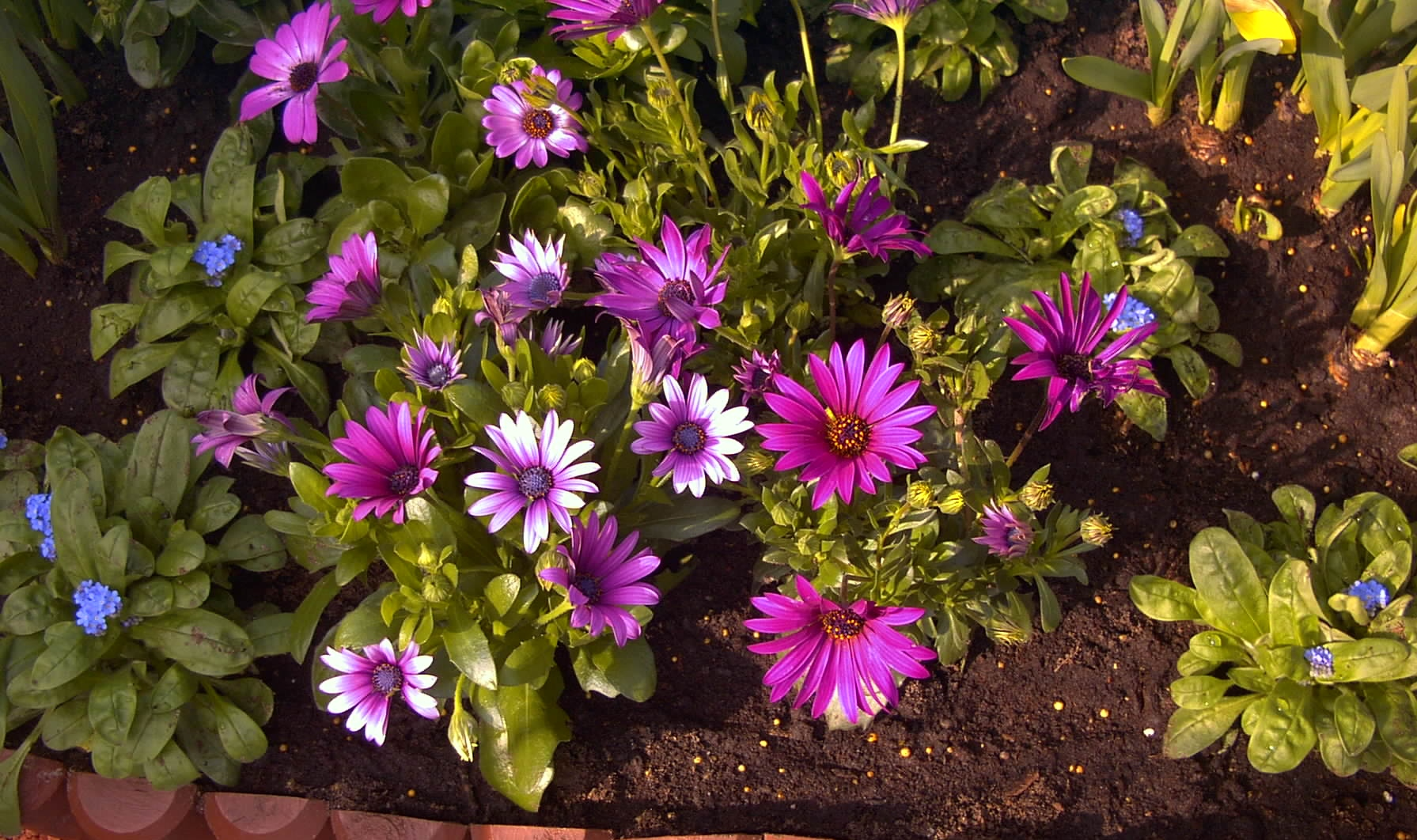
オステオスペルマム

12の亜科に分類される。ただしそのうち4亜科が、99%の種を含む。原始的なものから順に、以下のとおり。
- Barnadesioideae - 9属93種、南米（主にアンデス山脈）
- Stifftioideae - 南米とアジア
- Mutisioideae ムティシア亜科 - 58属750種、南米
- Wunderlichioideae - 8属24種、主にベネズエラとガイアナ
- Gochnatioideae - 4–5属90種
- Hecastocleidoideae - Hecastocleis shockleyi のみ、合衆国南西部
- Carduoideae アザミ亜科 - 83属2500種、世界中
- Pertyoideae - 5–6属70種
- Gymnarrhenoideae - Gymnarrhena micrantha のみ、北アフリカ
- Cichorioideae タンポポ亜科 - 224属3200種、世界中
- Corymbioideae - Corymbium 7種のみ
- Asteroideae キク亜科 - 1130属1万6200種、全世界

### ムティシア亜科
1連のみ。
- Mutisieae - ガーベラ属 Gerbera、ムティシア属 Mutisia など

### アザミ亜科
3連からなる。
- アザミ連 Cynareae - ヒレアザミ属 Carduus、ヤグルマギク属（セントーレア）Centaurea、アザミ属 Cirsium、チョウセンアザミ属 Cynareae、ヒゴタイ属（エキノプス）Echinops、オオヒレアザミ属 Onopordum、トウヒレン属 Saussurea、トキワバナ属 Xeranthemum など
- Dicomeae
- Tarchonantheae

### タンポポ亜科
9連と連未定の3属からなる。
- ハゴロモギク連 Arctotideae
- タンポポ連 Cichorieae - キクニガナ属（チッコリー属）Cichorium、フタマタタンポポ属 Crepis、ヤナギタンポポ属 Hieracium、エゾコウゾリナ属 Hypochaeris、アキノノゲシ属（レタス属） Lactuca、ヤブタビラコ属 Lapsan、コウゾリナ属 Picris、フクオウソウ属 Prenanthes、ノゲシ属 Sonchus、タンポポ属 Taraxacum、オニタビラコ属 Youngia など
- Eremothamneae
- Gorteriinae
- Gundelieae
- Liabeae
- Moquinieae
- Platycarpheae
- ショウジョウハグマ連 Vernonieae - ショウジョウハグマ属 Vernonia 、Cyanthilliumなど
- Distephanus
- Heterolepis
- Trichospira

### キク亜科
21連からなる。
- キク連 Anthemideae - ノコギリソウ属 Achillea、アンセミス属 Anthemis、ヨモギ属(アルテミシア) Artemisia、キク属 Chrysanthemum、シュンギク属 Glebionis、フランスギク属 Leucanthemum など
- Athroismeae
- シオン連 Astereae - シオン属 Aster、アキノキリンソウ属 Solidago など
- Bahieae
- キンセンカ連 Calenduleae - キンセンカ属 Calendula など
- Chaenactideae
- ハルシャギク連 Coreopsideae - コスモス属 Cosmos、ハルシャギク属 Calliopsis、ダリア属 Dahlia など
- Doroniceae
- ヒヨドリバナ連 Eupatorieae - カッコウアザミ属（アゲラタム）Ageratum、ヒヨドリバナ属 Eupatorium など
- ハハコグサ連 Gnaphalieae - ハハコグサ属 Gnaphalium、ウスユキソウ属 Leontopodium など
- Helenieae
- ヒマワリ連 Heliantheae - センダングサ属 Bidens、ムラサキバレンギク属 Echinacea、ヒマワリ属 Helianthus、オオハンゴンソウ属（ルドベキア属）Rudbeckia、ヒャクニチソウ属（ジニア）Zinnia など
- オグルマ連 Inuleae - オグルマ属 Inula など
- Madieae
- メナモミ連 Millerieae - ローダンセ属 Rhodanthe、メナモミ属 Smallanthus など
- Neurolaeneae
- Perityleae
- Plucheeae
- Polymnieae
- キオン連 Senecioneae - ユリオプス属 Euryops、メタカラコウ属 Ligularia、サワギク属 Neosenecio、コウモリソウ属 Parasenecio、キオン属 Senecio、オカオグルマ属 Tephroseris など約150属
- コウオウソウ連 Tageteae - タゲテス属 Tagetes など

## 分類詳細
以下の節では、キク科の植物の詳細について列挙する。特に種が多いキク亜科、アザミ亜科、タンポポ亜科は、個別の節に分別した。所属する種が少ない亜科は「その他の亜科」の節を参考。亜科の亜連の名称については英語版Wikipediaを参照にしている。

## キク亜科（Asteroideae）
アスター上連、セネシオ上連、ヘリアンサス上連に大別される。キンセンカ、マーガレット、ユリオプスデージー、ノースポール、ムルチコーレ、シネラリア、ガイラルディア、ヒャクニチソウなど花が美しく観賞価値の高い種や、シロタエギク、アサギリソウなどの葉に観賞価値がある種、グリーンネックレス、ピーチネックレス、マサイの矢尻、ルビーネックレスなどの多肉植物として親しまれる種、カモミール、ヨモギなどの薬草、ヒメジョオン、ハルジオン、オオアレチノギク、ヒメムカシヨモギなどの一般的な雑草などを含むきわめて多様で大きな亜科である。

### アスター上連（Asterodae）

#### アンテミス連（Anthemideae）
- アタナシア属（Athanasia）
- アルギランセマム属（Argyranthemum）
  - マーガレット（Argyranthemum frutescens）
- ウルシニア属（Ursinia）
- カマエメルム属（Chamaemelum）
  - ローマンカモミール（Chamaemelum nobile）
- カミツレモドキ属（Anthemis）
  - カミツレモドキ（Anthemis cotula）
- キク属（Chrysanthemum）
  - イソギク（Chrysanthemum pacificum）
  - イワインチン（Chrysanthemum rupestre）
  - イワギク（Chrysanthemum zawadskii）
  - オオイワインチン（Chrysanthemum pallasianum）
  - オオシマノジギク（Chrysanthemum crassum）
  - オキノアブラギク（Chrysanthemum okiense）
  - キク（Chrysanthemum ×morifolium）
  - キクタニギク（Chrysanthemum boreale）
  - キノクニシオギク（Chrysanthemum kinokuniense）
  - コハマギク（Chrysanthemum arcticum）
  - シマカンギク（ Chrysanthemum indicum）
  - トカラノギク（Chrysanthemum ornatum）
  - ナカガワノギク（Chrysanthemum yoshinaganthum）
  - ノジギク（Chrysanthemum japonense）
    - リュウノウギク（Chrysanthemum japonicum syn. Chrysanthemum makinoi）

  - ピレオギク（Chrysanthemum weyrichii）
  - モリギク（Chrysanthemum morii）
  - ワカサハマギク（Chrysanthemum wakasaense）
- クラダンサス属（Cladanthus）
- コタ属（Cota）
  - ダイヤーズカモミール（Cota tinctoria）
- コツラ属（Cotula）
  - コツラ・バルバータ（Cotula barbata）
- コレオステフス属（Coleostephus）
  - ムルチコーレ（Coleostephus myconis）
- シカギク属（Matricaria）
  - ジャーマンカモミール（Matricaria recutita）
- シュンギク属（Glebionis）
  - シュンギク（Glebionis coronaria）
  - ハナワギク（Glebionis carinata）※ジャノメギクとも。
- タカサゴトキンソウ属（Soliva）
  - イガトキンソウ（Soliva anthemifolia）
  - メリケントキンソウ（Soliva sessilis）
- トリプレウロスペルマム属（Tripleurospermum）
  - イヌカミツレ（Tripleurospermum inodorum）
- ノコギリソウ属（Achillea）
  - エゾノコギリソウ（Achillea ptarmica）
  - カワラニンジン（Artemisia apiacea）
  - キバナノコギリソウ（Achillea filipendulina）
  - クソニンジン（Artemisia annua）
  - セイヨウノコギリソウ（Achillea millefolium）
  - ノコギリソウ（Achillea alpina）
  - ハマヨモギ（Artemisia fukudo）
  - ヒメノコギリソウ（Achillea tomentosa）
- フランスギク属（Leucanthemum）
  - シャスタ・デイジー（Leucanthemum x superbum）
  - ノースポール（Leucanthemum paludosum）
  - フランスギク（Leucanthemum vulgare）
- ヨモギ属（Artemisia）※アルテミシア属とも
  - アサギリソウ（Artemisia schmidtiana）
  - イヌヨモギ（Artemisia keiskeana）
  - イワヨモギ（Artemisia iwayomogi）
  - エゾハハコヨモギ（Artemisia trifucata）
  - エトロフヨモギ（Artemisia insularis）
  - オキナヨモギ（Artemisia abrotanum）
  - オトコヨモギ（Artemisia japonica）
  - オニオトコヨモギ（Artemisia congesta）
  - カワラヨモギ（Artemisia capillaris）
  - キタダケヨモギ（Artemisia kitadakensis）
  - ケショウヨモギ（Artemisia dubia）
  - サマニヨモギ（Artemisia norvegica）
  - シコタンヨモギ（Artemisia lacinata）
  - シロヨモギ（Artemisia stelleriana）
  - タカネヨモギ（Artemisia sinanensis）
  - タラゴン（Artemisia dracunculus）
  - チシマヨモギ（Artemisia tilesii）
  - チョウセンヨモギ（Artemisia argyi）
  - ニガヨモギ（Artemisia absinthium）
  - ハハコヨモギ（Artemisia glomerata）
  - ヒトツバヨモギ（Artemisia monophylla）
  - ヒメヨモギ（Artemisia feddei）
  - ヒロハウラジロヨモギ（Artemisia koidzumii）
  - ヒロハヤマヨモギ（Artemisia stolonifera）
  - ミブヨモギ（Artemisia maritima）
  - ミヤマオトコヨモギ（Artemisia pedunculosa）
  - ヤブヨモギ（Artemisia ruburipes）
  - ヨモギ（Artemisia indica）
    - ニシヨモギ（A. indica var. orientalis）
    - ユキヨモギ（Artemisia indica var. momiyamae）

  - ワタヨモギ（Artemisia gilvescens）
- ヨモギギク属（Tanacetum）
  - シロバナムシヨケギク（Tanacetum cinerariifolium）
  - タンジー（Tanacetum vulgare）
  - ナツシロギク（Tanacetum parthenium）
- レプティネラ属（Leptinella）

#### オグルマ連（Inuleae）
- オグルマ属（Inula）
  - イヌラ・サリシナ（Inula salicina）
    - カセンソウ（Inula salicina var. asiatica）

  - オオグルマ（ Inula helenium）
  - オグルマ（Inula britannica）
  - ホソバオグルマ（Inula linariifolia）
  - ミズギク（Inula ciliaris）
- ガンクビソウ属（Carpesium）
  - オオガンクビソウ（Carpesium macrocephalum）
  - ガンクビソウ（Carpesium divaricatum）
    - ノッポロガンクビソウ（Carpesium divaricatum var. matsuei）
    - ホソバガンクビソウ（Carpesium divaricatum var. abrotanoides）

  - コバナガンクビソウ（Carpesium. faberi）
  - コヤブタバコ（Carpesium cernuum）
  - サジガンクビソウ（Carpesium glossophyllum）
  - ヒメガンクビソウ（Carpesium rosulatum）
  - ミヤマヤブタバコ（Carpesium triste）
  - ヤブタバコ（Carpesium abrotanoides）
- ブプタルマム属（Buphthalmum）
- ペレンニス属（Pallenis）
  - ゴールドコイン（Pallenis maritima）

#### シオン連（Astereae）
アスター亜連（Asterinae）
- エゾギク属（Callistephus）
  - エゾギク（Callistephus chinensis）
- シオン属（Aster）
  - イソノギク (Aster asagrayi)
    - ヨナクニイソノギク (Aster asagrayi var. walkeri)

  - エゾゴマナ（Aster glehnii）
    - ゴマナ（Aster glehnii var. hondoensis）

  - オオバヨメナ（Aster miqueliana）
  - オオユウガギク（Aster incisa）
  - カワラノギク（Aster kantoensis）
  - カントウヨメナ（Aster pseudoyomena）
  - クルマギク（Aster tenuipes）
  - コモノギク（Aster komonoensis）
  - コヨメナ（Aster indica）
  - シオン（Aster tataricus）
  - シラヤマギク（Aster scaber）
  - ダルマギク（Aster spathulifolius）
  - ノコンギク（Aster microcephalus var ovatus）
  - ハコネギク（Aster viscidulus）
  - ホウキギク（Aster subulatus）
    - ヒロハホウキギク（Aster subulatus var. sandwicensis）

  - ミヤマヨメナ（Aster savatieri）※ミヤコワスレとも
  - ユウガギク（Aster pinnatifida）
  - ヨメナ（Aster yomena）
- トキンソウ属（Centipeda）
  - トキンソウ（Centipeda minima）

コニーザ亜連（Conyzinae）
- イズハハコ属（Eschenbachia）※旧学名はConyza。
  - イズハハコ（Eschenbachia japonica）
  - キクバイズハハコ（Eschenbachia aegyptiaca）
  - ネバリイズハハコ（Eschenbachia leucantha ）
- ムカシヨモギ属（Erigeron）
  - アズマギク（Erigeron thunbergii）
    - ミヤマアズマギク（Erigeron thunbergii subsp. glabratus）
      - アポイアズマギク（Erigeron thunbergii subsp. glabratus var. angustifolius）
      - ジョウシュウアズマギク（Erigeron thunbergii subsp. glabratus var. heterotrichus ）

  - アレチノギク（Erigeron bonariensis）
  - オオアレチノギク（Erigeron sumatrensis）
  - ケナシヒメムカシヨモギ（Erigeron pusillus）
  - ハルジオン（Erigeron philadelphicus）
  - ヒメジョオン（Erigeron annuus）
  - ヒメムカシヨモギ（Erigeron canadensis）
  - ペラペラヨメナ（Erigeron karvinskianus）
  - ムツアズマギク（Erigeron mutsuensis）

ソリダゴ亜連（Solidagininae）
- アキノキリンソウ属（Solidago）
  - アオヤギバナ（Solidago yokusaiana）
  - （Solidago virgaurea）
    - アキノキリンソウ（Solidago virgaurea subsp. asiatica）
    - イッスンキンカ（Solidago virgaurea var. minutissima）
    - オオアキノキリンソウ（Solidago virgaurea subsp. gigantea）
    - ミヤマアキノキリンソウ（Solidago virgaurea subsp. leiocarpa）

  - オオアワダチソウ（Solidago gigantea）
  - セイタカアワダチソウ（Solidago altissima）

ブラキスコメ亜連（Brachyscominae）
- ブラキカム属（Brachyscome）

ベリス亜連（Bellidinae）
- ヒナギク属（Bellis）
  - ヒナギク（Bellis perennis）

（Homochrominae）
- フェリシア属（Felicia）

（Machaerantherinae）
- キセロリザ属（Xylorhiza）

（Tarchonantheae）
- ブラキナエナ属（Brachylaena）
  - ムフフ（Brachylaena huillensis）

ラゲノフォラ亜連（Lagenophorinae）
- コケタンポポ属（Solenogyne）
  - コケタンポポ（Solenogyne mikadoi）

### セネシオ上連（Senecionodae）

#### サワギク連（Senecioneae）
- アブロタネラ属（Abrotanella）
- ウスベニニガナ属（Emilia）
  - ナンカイウスベニニガナ（Emilia. fosbergii）
  - ウスベニニガナ（Emilia sonchifolia）
  - ベニニガナ（Emilia sagittata）
- オオモミジガサ属（Miricacalia）
  - オオモミジガサ（Miricacalia makinoana）
- オカグルマ属（Tephroseris）
  - サワオグルマ（Tephroseris pierotii ）
  - タカネコウリンカ（Tephroseris takedana）
  - タカネコウリンギク（Tephroseris flammea）
    - コウリンカ（ephroseris flammea glabrifolia）

  - テフロセリ・インテグリフォリア（Tephroseri integrifolis）
    - オカオグルマ（Tephroseris integrifolia subsp. kirilowii）

  - ミヤマオグルマ（Senecio kawakamii）
- オトンナ属（Othonna）
  - ルビーネックレス（Othonna capensis）
- キオン属（Senecio）
  - エゾオグルマ（Senecio pseudo-arnica）
  - キオン（Senecio nemorensis）
  - シロタエギク（Senecio cineraria）
  - タイキンギク（Senecio scandens）
  - ナルトサワギク（Senecio madagascariensis）
  - ノボロギク（Senecio vulgaris）
  - ハンゴンソウ（Senecio cannabifolius）
  - ムラサキオグルマ（Senecio elegans）
  - マサイの矢尻（Senecio kleiniiformis）
- キセノフィルム属（Xenophyllum）
- クリオ属（Curio）
  - アーモンドネックレス（Curio herreanus）
  - グリーンネックレス（Curio rowleyanus）
    - ピーチネックレス（Senecio rowleyanus cv. PeachNecklace）

  - 三日月ネックレス（Curio radicans）
- クレイニア属（Kleinia）
- コウモリソウ属（Parasenecio）
  - イズカニコウモリ（Parasenecio amagiensis）
  - イヌドウナ（Parasenecio aidzuensis）
  - ウスゲタマブキ（Parasenecio farfarifolius）
    - タマブキ（Parasenecio farfarifolius var. bulbiferus）
    - ミヤマコウモリソウ（Parasenecio farfarifolius var. acerinus）

  - オオカニコウモリ（Parasenecio nikomontanus）
  - オオバコウモリ（Parasenecio tschonoskii）
  - オガコウモリ（Parasenecio ogamontanus）
  - カニコウモリ（Parasenecio adenostyloide）
  - コウモリソウ（Parasenecio maximowiczianus）
  - コバナノコウモリソウ（Parasenecio chokaiensis）
  - サドカニコウモリ（Parasenecio sadoensis）
  - ショウナイオオカニコウモリ（Parasenecio katoanus）
  - タイミンガサ（Parasenecio peltifolius）
  - ツガルコウモリ（Parasenecio hosoianus）
  - ツクシコウモリ（Parasenecio nipponicus）
  - テバコモミジガサ（Parasenecio tebakoensis）
  - ニッコウコウモリ（Parasenecio nantaicus）
  - ハヤチネコウモリ（Parasenecio hayachinensis）
  - ヒメコウモリ（Parasenecio shikokianus）
  - ミミコウモリ（Parasenecio kamtschaticus）
    - コモチミミコウモリ（Parasenecio kamtschaticus var. bulbifer）

  - モミジガサ（Parasenecio delphiniifolius）
  - モミジコウモリ（Parasenecio kiusianus）
  - ヤクシマコウモリ（Parasenecio yakusimensis）
  - ヤマタイミンガサ（Parasenecio yatabei）
  - ヨブスマソウ（Parasenecio robustus）
- サワギク属（Nemosenecio）
  - サワギク（Nemosenecio nikoensis）
- サンシチソウ属（Gynura）
  - コウトウスイゼンジナ（Gynura elliptica）
  - サンシチソウ（Gynura japonica）
  - スイゼンジナ（Gynura bicolor）
  - ツルビロードサンシチ（Gynura ‘Purple Passion’）
  - ビロードサンシチ（Gynura aurantiaca）
- シネラリア属（Cineraria）※サイネリアを含んでいた属
- タケダグサ属（Erechtites）
  - ダンドボロギク（Erechtites hieracifolia）
    - ウシノタゲダグサ（Erechtites hieraciifolius var. cacalioides）
- デンドロセネシオ属（Dendrosenecio）
- ツタギク属（Delairea）
  - ツタギク（Delairea odorata）
- ツワブキ属（Farfugium）
  - ツワブキ（Farfugium japonicum）
    - オオツワブキ（Farfugium japonicum var. giganteum）
    - タイワンツワブキ（Farfugium japonicum var. formosanum）
    - リュウキュウツワブキ（Farfugium japonicum var. luchuense）
- デンドロセネシオ属（Dendrosenecio）
- フキ属（Petasites）
  - フキ（Petasites japonicus）
    - アキタブキ（Petasites japonicus subsp. giganteus）
- ベニバナボロギク属（Crassocephalum）
  - ベニバナボロギク（Crassocephalum crepidioides）
- ペリカリス属（Pericallis）
  - シネラリア（Pericallis × hybrida）
- メタカラコウ属（Ligularia）
  - オタカラコウ（Ligularia fischeri）
  - カイタカラコウ（Ligularia kaialpina）
  - トウゲブキ（Ligularia hodgsonii）
  - ハンカイソウ（Ligularia japonica）
  - ミチノクヤマタバコ（Ligularia fauriei）
  - メタカラコウ（Ligularia stenocephala）
  - ヤマタバコ（Ligularia angusta）
- ヤコバエア属（Jacobaea）
  - コウギンリク（Jacobaea argunensis）
  - ヤコブボロギク（Jacobaea vulgaris）
- ヤブレガサ属（Syneilesis）
  - タカサゴヤブレガサ（Syneilesis intermedia）
  - ホソバヤブレガサ（Syneilesis aconitifolia）
    - タンバヤブレガサ（Syneilesis aconitifolia var. longilepis）

  - ヤブレガサ（Syneilesis palmata）
  - ヤブレガサモドキ（Syneilesis tagawae）
    - ヒロハヤブレガサモドキ（Syneilesis tagawae var. latifolia）
- ユリオプス属（Euryops）
  - ユリオプス・ゴールデンクラッカー（Euryops virgineus）
  - ユリオプスデージー（Euryops pectinatus）
- ワダンノキ属（Dendrocacalia）
  - ワダンノキ（Dendrocacalia）

### ヘリアンサス上連（Helianthodae）

#### アフロイマ連（Athroismeae）
- アフロイマ属（Athroisma）

#### カエナクティス連（Chaenactideae）
- カエナクティス属（Chaenactis）

#### カレンデュラ連（Calenduleae）
- オステオスペルマム属（Osteospermum）
- ディモルフォセカ属（Dimorphotheca）
  - アフリカキンセンカ（Dimorphotheca sinuata）
- キンセンカ属（Calendula）
  - キンセンカ（Calendula officinalis）
  - ヒメキンセンカ（Calendula arvensis）

#### コウオウソウ連（Tageteae）
- コウオウソウ属（Tagetes）
  - アフリカンマリーゴールド（Tagetes erecta）
  - シオザキソウ（Tagetes minuta ）
  - タゲテス・ゴールドメダル（Tagetes lemmonii）
  - フレンチマリーゴールド（Tagetes patula）
  - メキシカンマリーゴールド（Tagetes tenuifolia）
- ティモフィラ属（Thymophylla）
  - カラクサシュンギク（ダールベルグデイジー）（Thymophylla tenuiloba）

#### コレオプシス連（Coreopsideae）
- コスモス属（Cosmos）
  - キバナコスモス（Cosmos sulphureus）
  - コスモス（Cosmos bipinnatus）
  - チョコレートコスモス（Cosmos atrosanguineus）
- センダングサ属（Bidens）
  - ウィンターコスモス（Bidens ferulifolia）
  - キクザキセンダングサ（Bidens laevis）
  - コセンダングサ（Bidens pilosa）
    - アメリカセンダングサ（Bidens frondosa）
    - アワユキセンダングサ（Bidens pilosa var. bisetosa）
    - オオバナノセンダングサ（Bidens pilosa var. radiata）
    - コシロノセンダングサ（Bidens pilosa var. minor）

  - コバノセンダングサ（Bidens bipinnata）
  - センダングサ（Bidens biternata）
  - タウコギ（Bidens tripartita）
- ダリア属（Dahlia）
  - キダチダリア（Dahlia imperialis）
  - ダリア（Dahlia pinnata）
  - ヒグルマダリア（Dahlia coccinea）
- ハルシャギク属（Coreopsis）
  - イトバハルシャギク（Coreopsis verticillata）
  - キンケイギク（Coreopsis basalis） -  日本には江戸時代に入り、1950年代までは園芸用として広く流通していたが、繁殖力が弱く、後発のオオキンケイギクなどに取って代わられ激減した[5]。
  - オオキンケイギク（Coreopsis lanceolata）
  - ハマベハルシャギク（Coreopsis tinctoria）
  - ハルシャギク（Coreopsis tinctoria）
  - ホソバハルシャギク（Coreopsis grandiflora）

#### ネウロラエナ連（Neurolaeneae）
- ネウロラエナ属（Neurolaena）

#### ハハコグサ連（Gnaphalieae）
- ウスベニチチコグサ属（Gamochaeta）
  - ウスベニチチコグサ（Gamochaeta purpurea）
  - ウラジロチチコグサ（Gamochaeta coarctata）
  - チチコグサモドキ（Gamochaeta pensylvanica）
  - ホソバノチチコグサモドキ（Gamochaeta calviceps）
- ウスユキソウ属（Leontopodium）
  - ウスユキソウ（Leontopodium japonicum）
    - ミネウスユキソウ（Leontopodium japonicum var. shiroumense）

  - オオヒラウスユキソウ（Leontopodium miyabeanum）
  - カワカミウスユキソウ（Leontopodium microphyllum）
  - ヒメウスユキソウ（Leontopodium shinanense）
  - エーデルワイス（Leontopodium alpinum）
  - エゾウスユキソウ（Leontopodium discolor）
  - ハヤチネウスユキソウ（Leontopodium hayachinense）
  - ミヤマウスユキソウ （Leontopodium fauriei）
    - ホソバヒナウスユキソウ（Leontopodium fauriei var. angustifolium）
- カイザイク属（Ammobium）
  - カイザイク（Ammobium alatum）
- クラスペディア属（Craspedia）
- クリソセファルム属（Chrysocephalum）
- ハハコグサ属（Pseudognaphalium）
  - アイセイタカハハコグサ（Pseudognaphalium affine）
  - アキノハハコグサ（Pseudognaphalium hypoleucum）
    - アキノハハコグサモドキ（Pseudognaphalium hypoleucum var. amoyense）

  - セイタカハハコグサ（Pseudognaphalium luteoalbum）
  - タイワンハハコグサ（Pseudognaphalium formosanum）
- ヘリクリサム属（Helichrysum）
  - カレープラント（Helichrysum italicum）
  - リコリスプラント（Helichrysum petiolare）
- ムギワラギク属（Xerochrysum）
  - ムギワラギク（Xerochrysum bracteatum
- ヤマハハコ属（Anaphalis）
  - タカネヤハズハハコ（Anaphalis alpicola）
  - ハハコヨモギ（Artemisia glomerata）
  - ヤハズハハコ（Anaphalis sinica）
  - ヤマハハコ（Anaphalis margaritacea）
    - カワラハハコ（ Anaphalis margaritacea var. yedoensis）
    - ホソバノヤマハハコ（Anaphalis margaritacea var. angustifolia）
- ローダンセ属（Rhodanthe）

#### バヒア連（Bahieae）
- バヒア属（Bahia）

#### ヒヨドリバナ連（Eupatorieae）
- アゲタラム属（Ageratum）
  - オオカッコウアザミ（Ageratum houstonianum）
  - カッコウアザミ（Ageratum conyzoides）
- アゲラティナ属（Ageratina）
  - マルバフジバカマ（Ageratina altissima）
- ステビア属（Stevia）
  - アマハステビア（Stevia rebaudiana）
- ヌマダイコン属（Adenostemma）
  - ヌマダイコン（Adenostemma lavenia）* ヒヨドリバナ属（Eupatorium）
  - ヒヨドリバナ（Eupatorium makinoi）
- ミズヒマワリ属（Gymnocoronis）
  - ミズヒマワリ（Gymnocoronis spilanthoides）
- プラクセリス属（Praxelis）
  - ヒマワリカッコウ（Praxelis clematidea）

#### プルケア連（Plucheeae）
- プルケア属（Pluchea）

#### ヒマワリ連（Heliantheae）
アンブロシア亜連（Heliantheae）
- オナモミ属（Xanthium）
  - イガオナモミ（Xanthium italicum）
  - オオオナモミ（Xanthium occidentale）
  - オナモミ（Xanthium strumarium）
  - トゲオナモミ（Xanthium spinosum）

- ブタクサ属（Ambrosia）
  - オオブタクサ（Ambrosia trifida）
  - ブタクサ（Ambrosia artemisiifolia）

エクリプタ亜連（Ecliptinae）
- スファグネティコラ属（Sphagneticola）※ウェデリアとも
  - アメリカハマグルマ（Sphagneticola trilobata）
- タカサブロウ属（Eclipta）
  - アメリカタカサブロウ（Eclipta alba）
  - オニタカサブロウ（Eclipta zippeliana）
  - タカサブロウ（Eclipta thermalis）

ヘリアンサス亜連（Helianthinae）
- スカレシア属（Scalesia）
- ニトベギク属（Tithonia）※チトニア属とも
  - ニトベギク（Titonia diversifolia）
  - メキシコヒマワリ（Tithonia rotundifolia）
- ヒマワリ属（Helianthus）
  - イヌキクイモ（Helianthus strumosus）
  - キクイモ（Helianthus tuberosus）
  - コヒマワリ（Helianthus. decapetalus）
  - ジャイアントサンフラワー（Helianthus giganteus）
  - シロタエヒマワリ（Helianthus argophyllus）
  - ヒメヒマワリ（Helianthus debilis）
  - ヒマワリ（Helianthus annuus）
  - ヤナギバヒマワリ（Helianthus salicifolius）

ジニア亜連（Zinniinae）
- ヒマワリモドキ属（Heliopsis）
  - キクイモモドキ（Heliopsis scabra）
  - ヒマワリモドキ（Heliopsis helianthoides）
- ヒャクニチソウ属
  - ヒメヒャクニチソウ（Zinnia paucifolia）
  - ヒャクニチソウ（Zinnia elegans）
  - メキシコヒャクニチソウ（Zinnia angustifolia）
- ムラサキバレンギク属（Echinacea）
  - ムラサキバレンギク（Echinacea purpurea）

ルドベキア亜連（Rudbeckiinae）
- オオハンゴンソウ属（Rudbeckia）
  - アラゲハンゴンソウ（Rudbeckia hirta）
  - オオハンゴンソウ（Rudbeckia laciniata）

#### ペリティレ連（Perityleae）
- ペリティレ属（Perityle）

#### ヘレニウム連（Helenieae）
- テンニンギク属（Gaillardia）※ガイラルディア属とも
  - オオテンニンギク（Gaillardia aristata）
  - テンニンギク（Gaillardia pulchella）
- ヘレニウム属（Helenium）
  - タンゴギク（Helenium autumnale）

#### ポリムニア連（Polymnia）
- ポリムニア属（Polymnia）

#### マディア連
アルニカ亜連（Arnicinae）
- ウサギギク属（Arnica）
  - エゾウサギギク（Arnica unalascensis）
    - ウサギギク（Arnica unalascensis var. tschonoskyi）

  - オオウサギギク（Arnica sachalinensis）
  - チョウジギク（Arnica mallotopus）

#### メナモミ連（Millerieae）
- コゴメギク属（Galinsoga）
  - ハキダメギク（Galinsoga quadriradiata）
- コトブキギク属（Tridax）
  - コトブキギク（Tridax procumbens）
- スマランサス属（Smallanthus）
  - ヤーコン（Smallanthus sonchifolius）
- メナモミ属（Sigesbeckia）
  - コメナモミ（Sigesbeckia glabrescens）
  - ツクシメナモミ（Sigesbeckia orientalis）
  - メナモミ（Sigesbeckia glabrescens）
- ミレリア属（Milleria）
- メランポジウム属（Melampodium）
  - メランポジウム（Melampodium divaricatum）

## アザミ亜科（Carduoideae）
鑑賞用途、雑草のアザミ、ルリタマアザミやヤグルマギクなどを含む比較的大きな亜科。また、野菜のゴボウや、アーティチョークなども含む。

### アザミ連（Cardueae）
アルクティウム亜連（Arctiinae）
- ゴボウ属（Arctium）
  - ゴボウ（Arctium lappa）

エキノプス亜連（Echinopsinae）
- ヒゴタイ属（Echinops）
  - ヒゴタイ（Echinops setifer）
  - ルリタマアザミ（Echinops ritro）

オノポルドゥム亜連（Onopordinae）
- ヤマボグチ属（Synurus）
  - オヤマボクチ（Synurus pungens）

#### カルドゥウス亜連（Carduinae）
- アザミ属（Cirsium）
  - アイヅヒメアザミ（Cirsium aidzuense）
  - アザミ（Cirsium heterophyllum）
  - アメリカオニアザミ（Cirsium vulgare）
  - イナベアザミ（Cirsium magofukui）
  - ウラジロカガノアザミ （Cirsium furusei）
    - ハリカガノアザミ（Cirsium furusei var. spinuliferum）

  - オオヤナギアザミ（Cirsium hupehense）
  - オガサワラアザミ （Cirsium boninense）
  - オゼヌマアザミ（Cirsium homolepis）
  - オニアザミ（Cirsium borealinipponense）
  - オニオオノアザミ（Cirsium diabolicum）
  - カガノアザミ（Cirsium kagamontanum）
  - ガンジュアザミ（Cirsium ganjuense）
  - キセルアザミ （Cirsium sieboldii）
  - ギョウジャアザミ（Cirsium gyojanum）
  - コイブキアザミ（Cirsium confertissimum）
  - キソアザミ（Cirsium fauriei）
  - サワアザミ（Cirsium yezoense）
  - シマアザミ （Cirsium brevicaule）
    - イリオモテアザミ（Cirsium brevicaule var. irumtiense）

  - ジョウシュウオニアザミ（Cirsium okamotoi）
  - セイヨウトゲアザミ（Cirsium arvense）
  - タカアザミ（Cirsium pendulum）
  - ダキバヒメアザミ （Cirsium amplexifolium）
    - キンカアザミ（Cirsium amplexifolium var. muraii）

  - タチアザミ （Cirsium inundatum）
    - ミネアザミ（Cirsium inundatum subsp. alpicola）

  - タテヤマアザミ （Cirsium babanum）
    - ダイニチアザミ（Cirsium babanum var. babanum）

  - チシマアザミ （Cirsium kamtschaticum）
    - アポイアザミ Cirsium kamtschaticum subsp. apoiense
    - コバナアザミ Cirsium kamtschaticum subsp. boreale
    - エゾノサワアザミ Cirsium kamtschaticum subsp. pectinellun

  - チョウカイアザミ（Cirsium chokaiense）
  - テリハアザミ（Cirsium lucens）
    - カツラカワアザミ（Cirsium lucens var. opacum）

  - ナガエノアザミ（Cirsium longepedunculatum）
  - ナンブアザミ （Cirsium nipponicum）
    - イガアザミ（Cirsium nipponicum var. comosum）
    - シコクアザミ（Cirsium nipponicum var. shikokianum）
    - ヤツガタケアザミ（Cirsium nipponicum var. yatsugatakense）
    - ヨシノアザミ（Cirsium nipponicum var. yoshinoi）

  - ナンブタカネアザミ（Cirsium nambuense）
  - ノアザミ Cirsium japonicum
    - トゲアザミ Cirsium japonicum var. horridum
    - ミヤマコアザミ Cirsium japonicum var. ibukiense
    - カラノアザミ Cirsium japonicum var. ussuriense
    - ノマアザミ（Cirsium chikushiense）

  - ハチマンタイアザミ（Cirsium hachimantaiense）
  - ハッポウアザミ（Cirsium happoense）
  - ハナマキアザミ（Cirsium hanamakiense）
  - ハマアザミ（Cirsium maritimum）
  - ヒダアザミ（Cirsium hidaense）
  - ヒダカアザミ（Cirsium hidakamontanum）
  - ヒダキセルアザミ（Cirsium hida-paludosum）
  - ビッチュウアザミ（Cirsium bitchuense）
  - ヒッツキアザミ（Cirsium congestissimum）
  - ヒメアザミ（Cirsium buergeri）
  - フジアザミ（Cirsium purpuratum）
  - ホウキアザミ （Cirsium gratiosum）
    - ミヤマホソエノアザミ（Cirsium gratiosum var. alpinum）

  - ホソエノアザミ（Cirsium effusum）
  - マルバヒレアザミ（ Cirsium grayanum）
  - ムラクモアザミ（Cirsium maruyamanum）
  - モリアザミ（Cirsium dipsacolepis）
  - ヤクシマアザミ（Cirsium yakushimense）
  - ヤツタカネアザミ（Cirsium yatsualpicola）
  - ヤナギアザミ（Cirsium lineare）
- オオアザミ属（Silybum）
  - マリアアザミ（Silybum marianum）
- チョウセンアザミ属（Cynara）
  - アーティチョーク（Cynara scolymus）
- ニオイヤグルマ属（Amberboa）
  - ニオイヤグルマギク（Amberboa moschata）
- ヒレアザミ属（Carduus）
  - ヒレアザミ（Carduus crispus）

#### カルリニア亜連（Carlininae）
- オケラ属（Atractylodes）
  - オケラ（Atractylodes lancea）

#### キセランセマム亜連（Xerantheminae）
- トキワバナ属（Xeranthemum）
  - トキワバナ（Xeranthemum annuum）

#### セントーレア亜連（Centaureinae）
- タムラソウ属（Serratula）
  - タムラソウ（Serratula coronata subsp. insularis）
- ヤグルマギク属（Centaurea）
  - アザミヤグルマ（Centaurea americana）
  - イベリアアザミ（Centaurea iberica）
  - ウラジロヤグルマギク（Centaurea dealbata）
  - キダチキツネアザミ（Centaurea salmantica）
  - キバナヤグルマギク（Centaurea macrocephala）
  - クロアザミ（Centaurea nigra）
  - シュッコンヤグルマギク（Centaurea depressa）
  - ヒレハリギク（Centaurea melitensis）
  - ピンクダスティーミラー（Centaurea gymnocarpa）
  - ムラサキイガヤグルマギク（Centaurea calcitrapa）
  - ヤグルマアザミ（Centaurea jacea）
  - ヤグルマギク（Centaurea cyanus）
  - ヤマヤグルマギク（Centaurea montana）

ソウススレア亜連（Saussurea）
- トウヒレン属（Saussurea）

## タンポポ亜科（Cichorioideae）
雑草のタンポポ、ニガナ、ノゲシ、コウゾリナなどをはじめとし、野菜のレタスやチコリー花壇苗として流通するガザニアやアークトチスなどを含む大きな亜科。

### ショウジョウハグマ連（Vernonieae）
- イガコウゾリナ属（Elephantopus）
  - シロバナイガコウゾリナ（Elephantopus mollis）
  - ミスミグサ（Elephantopus scaber）
- シアンチリウム属（Cyanthillium）
  - ムラサキムカシヨモギ（Cyanthillium cinereum）
- ベルノニア属（Vernonia）

### タンポポ連（Cichorieae）

#### チコリウム亜連（Cichoriinae）
- キクニガナ属（Cichorium）
  - エンダイブ（Cichorium endivia）
  - チコリー（Cichorium intybus）
    - カタローニャチコリ（Cichorium intybus var. foliosum）
    - ルートチコリ（Cichorium intybus var. sativum）

#### クレピス亜連（Crepidinae）
- アゼトウナ属（Crepidiastrum）
  - アゼトウナ（Crepidiastrum keiskeanum）
  - ホソバワダン（Crepidiastrum lanceolatum）
- オニタビラコ属（Youngia）
  - イワヤクシソウ（Youngia. yoshinoi）
  - オニタビラコ（Youngia japonica）
  - クサノオウバギク（Y.oungia chelidoniifolia）
  - ヤクシソウ（Youngia denticulata）
- スイラン属（Hololeion）
  - スイラン（Hololeion krameri）
  - チョウセンスイラン（Hololeion maximowiczii ）
- タンポポ属（Taraxacum）
  - アカミタンポポ（Taraxacum laevigatum）
  - エゾタンポポ（Taraxacum venustum）
  - オオヒラタンポポ（Taraxacum ohirense）
  - オクウスギタンポポ（Taraxacum denudatum）
  - オダサムタンポポ（Taraxacum platypecidum）
  - カンサイタンポポ（Taraxacum japonicum）
  - カントウタンポポ（Taraxacum platycarpum）
    - オキタンポポ（Taraxacum platycarpum subsp. maruyamanum）

  - キビシロタンポポ（Taraxacum hideoi）
  - クモマタンポポ（Taraxacum trigonolobum）
  - シコタンタンポポ（Taraxacum shikotanense）
  - シロバナタンポポ（Taraxacum albidum）
  - シナノタンポポ（Taraxacum hondoense）
  - セイヨウタンポポ（Taraxacum officinale）
  - タカネタンポポ（Taraxacum yuparense）
  - トウカイタンポポ（Taraxacum longeappendiculatum）
  - ミヤマタンポポ（Taraxacum alpicola）
    - シロウマタンポポ（Taraxacum alpicola var. shiroumense）

  - ヤツガタケタンポポ（Taraxacum yatsugatakense）
  - ヨゴレタンポポ（Taraxacum latifolium）
- ニガナ属（Ixeris）
  - イキセリス・シネンシス（Ixeris chinensis）
    - タカサゴソウ（Ixeris chinensis subsp. strigosa ）

  - イワニガナ（Ixeris stolonifera）※ジシバリとも。
  - オオジシバリ（Ixeris debilis）
  - カワラニガナ（Ixeris tamagawaensis）
  - ニガナ（Ixeris dentata）
    - クモマニガナ（Ixeris dentata var. kimurana）
    - シロバナニガナ（Ixeris dentata var. albiflora）
    - タカネニガナ（Ixeris dentata var. alpicola）
    - ハナニガナ（Ixeris dentata var. albiflora f. amplifolia）

  - ノニガナ（Ixeris polycephala）
  - ハマニガナ（Ixeris repens）
  - ホソバニガナ（Ixeris makinoana）
- フタマタタンポポ属（Crepis）
  - エゾタカネニガナ（Crepis gymnopus）
  - フタマタタンポポ（Crepis hokkaidoensis）
  - モモイロタンポポ（Crepis rubra）
  - ヤネタビラコ（Crepis tectorum）
- ヤブタビラコ属（Lapsanastrum）
  - コオニタビラコ（Lapsanastrum apogonoides）
  - ヤブタビラコ（Lapsanastrum humile）

スコリムス亜科（Scolyminae）
- カタナンケ属（Catananche）
  - ルリニガナ（Catananche caerulea）

#### スコルゾネラ亜連（Scorzonerinae）
- バラモンジン属（Tragopogon）
  - バラモンギク（Tragopogon pratensis）
  - バラモンジン（Tragopogon porrifolius）
- フタナミソウ属（Scorzonera）
  - キバナバラモンジン（Scorzonera hispanica）
  - フタナミソウ（Scorzonera rebunensis）

#### ヒエラシウム亜連（Hieraciinae）
- コウリンタンポポ属（Pilosella）
  - キバナコウリンタンポポ（Hieracium pratensis）
  - コウリンタンポポ（Pilosella aurantiaca）
- ヤナギタンポポ属（Hieracium）
  - ウズラバタンポポ（Hieracium maculatum）
  - ミヤマコウゾリナ（Hieracium japonicum）
  - ヤナギタンポポ（Hieracium umbellatum

#### ヒポカエリス亜連（Hypochaeridinae）
- エゾコウゾリナ属（Hypochaeris）
  - エゾコウゾリナ（Hypochaeris crepidioides）
  - オウゴンソウ（Hypochaeris ciliata）
  - ヒメブタナ（Hypochaeris glabra）
  - ブタナ（Hypochaeris radicata)
- コウゾリナ属（Picris）
  - カンチコウゾリナ（Picris hieracioides）
  - コウゾリナ（Picris hieracioides）
    - アカイシコウゾリナ（Picris hieracioides var. akaishiensis）
    - ヒゴコウゾリナ（Picris hieracioides var. mayebarae）

  - フクオウソウ属（Prenanthes）
    - オオニガナ（Prenanthes tanakae）
    - フクオウソウ（Prenanthes acerifolia）

#### ヒロセリディナ亜連（Hyoseridinae）
- ノゲシ属（Sonchus）
  - オニノゲシ（Sonchus asper）
  - タイワンハチジョウナ（Sonchus arvensis）
  - ノゲシ（Sonchus oleracers）
  - ハチジョウナ（Sonchus brachyotus）

#### ラクツカ亜連（Lactucinae）
- アキノノゲシ属（Lactuca）
  - アキノノゲシ（Lactuca indica）
    - ホソバアキノノゲシ（Lactuca indica f. indivisa）

  - エゾムラサキニガナ（Lactuca. sibirica）
  - ミヤマアキノノゲシ （Lactuca triangulata）
  - ヤマニガナ（Lactuca raddeana）
    - チョウセンヤマニガナ（Lactuca raddena var. raddena）

  - レタス（Lactuca sativa）
    - サニーレタス（Lactuca sativa var. crispa）
    - ステムレタス（Lactuca sativa var. augustana）
    - タチヂシャ（Lactuca sativa var. longifolia）
    - タマヂシャ（Lactuca sativa var. capitata）

### ハゴロモギク連（Arctotideae）

#### ゴルテリーナ亜連（Gorteriinae）
- ガザニア属（Gazania）
  - クンショウギク（Gazania rigens）

#### ハゴロモギク亜連（Arctotidinae）
- ハゴロモギク属（Arctotis）
  - ジャノメギク（Arctotis fastuosa）
  - ハゴロモギク（Arctotis stoechadifolia）
  - ヒメアフリカギク（Arctotis acaulis）

## その他の亜科
本項ではコウヤボウキ、モミジハグマなどを含むコウヤボウキ亜科と、ガーベラを含む比較的小さな亜科ムティシア亜科をまとめて列挙する。和名が存在しない亜科は日本では見られない植物が多く属する。

### コウヤボウキ亜科（Pertyoideae）

#### ペリティア連（Pertyeae）
- コウヤボウキ属（Pertyoideae）
  - オヤリハグマ（Pertya triloba）
  - カシワバハグマ（Pertya robusta）
  - クルマバハグマ（Pertya rigidula）
  - シマコウヤボウキ（Pertya yakushimensis）
  - コウヤボウキ（Pertya scandens）
  - ナガバノコウヤボウキ（Pertya glabrescens）
- モミジハグマ属（Ainsliaea）
  - エンシュウハグマ（Ainsliaea dissecta）
  - キッコウハグマ（Ainsliaea apiculata）
    - タマゴバキッコウハグマ（Ainsliaea apiculata var. ovatifolia）
    - リュウキュウハグマ（Ainsliaea apiculata var. acerifolia）

  - クサヤツデ（Ainsliaea uniflora）
  - テイショウソウ（Ainsliaea cordifolia）
    - ヒロハテイショウソウ（Ainsliaea cordifolia var. maruoi）

  - ナガバハグマ（Ainsliaea oblonga）
  - ホソバハグマ（Ainsliaea faurieana）
  - マルバテイショウソウ（Ainsliaea fragrans）
  - モミジハグマ（Ainsliaea acerifolia）
    - オクモミジハグマ（Ainsliaea acerifolia var. subapoda）

### ムティシア亜科（Mutisioideae）

#### ムティシア連（Mutisieae）
- ガーベラ属（Gerbera）
  - アフリカセンボンヤリ（Gerbera jamesonii）
- センボンヤリ属（Leibnitzia）
  - センボンヤリ（Leibnitzia anandria）
- ムティシア属（Mutisia）

### 和名が存在しない亜科
- 亜科（Dicomoideae）
- 亜科（Famatinanthus）
- 亜科（Gochnatioideae）
- 亜科（Gymnarrhenoideae）
- 亜科（Stifftioideae）
- 亜科（Tarchonanthoideae）
- 亜科（Vernonioideae）
- 亜科（Wunderlichioideae）